# Ptilinopus roseicapilla
El tilopo de las Marianas, tilopo de Marianas o 'mwee’mwe' en carolinio (Ptilinopus roseicapilla), es una especie de ave columbiforme de la familia Columbidae nativa de Guam y las Islas Marianas del Norte en el Pacífico. Culturalmente, esta especie es un símbolo muy importante de la región. Es el ave oficial de las Islas Marianas del Norte.

## Conservación

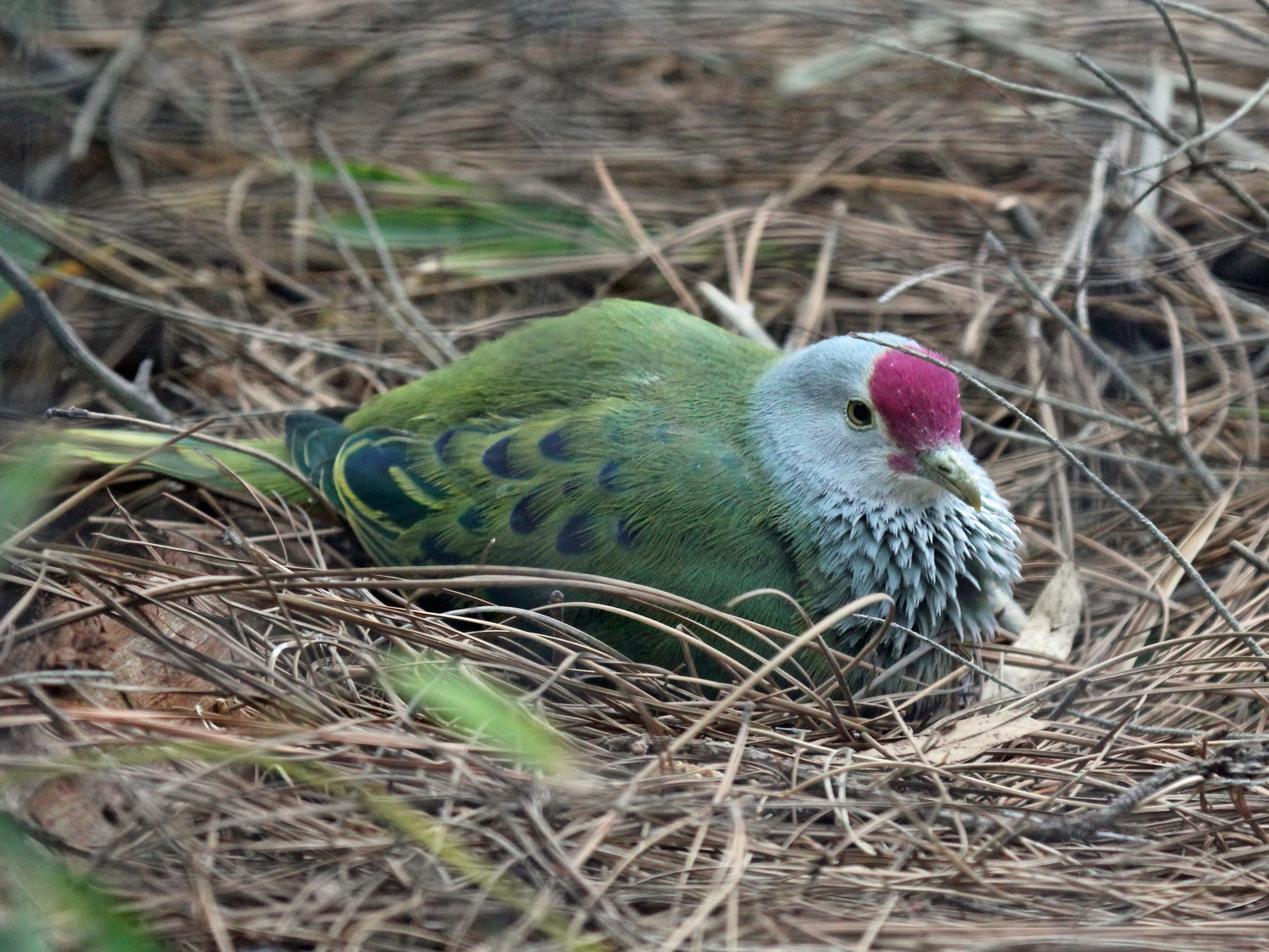
En el zoológico de San Diego

La especie se enfrenta a la extinción debido a la pérdida de hábitat en toda su gama. La amenaza más grande ha sido la introducción accidental de la culebra arbórea café (Boiga irregularis) a Guam durante Segunda Guerra Mundial. Las serpientes diezmaron las poblaciones de aves nativas de la isla, que no estaban acostumbrados a los depredadores. Están extintos en Guam desde 1984 y está altamente en peligro de extinción en otras islas de su área de distribución. La propagación de las serpientes a otros islas podría ser devastador. Varios zoológicos han iniciado programas de cría en cautividad. El zoológico de San Luis, en St. Louis, Missouri, tiene uno de los programas de cría en cautiverio de mayor éxito. El programa comenzó en 1993.
Debido a la continua pérdida de hábitat, el rango limitado, el pequeño tamaño de la población y las especies exóticas invasoras, está evalúada como «en peligro» en la Lista Roja de Especies Amenazadas de la UICN.